# Бенино-датские отношения
Бенино-датские отношения — двусторонние отношения между Бенином и Данией. В 2007 году датская помощь Бенину в целях развития составила 236 миллионов датских крон, а в 2011 году 60 миллионов долларов. Дания является одним из крупнейших доноров помощи Бенину. Ни у одной из стран нет постоянного посольства.

## Помощь в развитии
Основной целью Дании является сокращение бедности в Бенине. Датская помощь Бенину в целях развития началась в 1969 году, а Бенин является страной Датской программы с 1992 года. С 1969 по 1992 год помощь Дании была сосредоточена на проектах по электроснабжению и водоснабжению. В 1978 году через Организацию Объединённых Наций Дания и Бенин пожелали укрепить сотрудничество и хорошие отношения между двумя странами, и Дания согласилась предоставить Бенину ссуду в размере 50 миллионов датских крон в рамках экономических отношений между двумя странами. В феврале 1992 года Дания предоставила Бенину 100 миллионов датских крон для финансовой помощи.
Дания предоставила 171 миллион датских крон сельскохозяйственному сектору Бенина и 198,5 миллионов сектору образования.
Датское агентство международного развития (DANIDA) и Всемирный банк создали сектор механизмов в Бенине, а в 2001 году DANIDA помогло Бенину создать трёхлетний национальный сектор.